# A Guy Thing
A Guy Thing é um filme estadunidense de 2003 dirigido por Chris Koch.

## Sinopse
Karen (Selma Blair) e Paul (Jason Lee) estão prestes a casar. No entanto, após sua despedida de solteiro, Paul acorda ao lado de Becky (Julia Stiles), uma dançarina da festa. Supondo que eles dormiram juntos, Paul coloca Becky para fora de seu apartamento e espera nunca mais vê-la novamente. Ele tenta esconder o que aconteceu. Infelizmente, Becky inesperadamente aparece em torno da cidade. Becky e Paul se encontram novamente para roubar as fotos do apartamento de Ray (Lochlyn Munro), pois ele bateu uma foto deles dois juntos.

## Elenco
- Jason Lee como Paul Coleman
- Julia Stiles como Becky Jackon
- Selma Blair como Karen Cooper
- James Brolin como Ken Cooper
- Shawn Hatosy como Jim
- Lochlyn Munro como Ray Donovan
- Diana Scarwid como Sandra Cooper
- David Koechner como Buck Morse
- Julie Hagerty como Dorothy Morse
- Thomas Lennon como Pete Morse
- Jackie Burroughs como Aunt Budge
- Jay Brazeau como Howard
- Larry Miller como Mr. Minister Farris
- Matthew Walker como Minister Green
- Fred Ewanuick como Jeff
- Lisa Calder como Tonya